# Tajlandia na Letniej Uniwersjadzie 2007
Tajowie na Letniej Uniwersjadzie w Bangkoku reprezentowało 239 zawodników. Tajlandczycy zdobyli 30 medali (13 złotych, 7 srebrnych, 10 brązowych).

## Medale

### Złoto
- Pirom Autas, Wachara Sondee, Sompote Suwannarangsri, Sittichai Suwonprateep - lekkoatletyka, sztafeta 4 x 100 metrów
- Buoban Pamang - lekkoatletyka, rzut oszczepem
- Danai Udomchoke - tenis, gra pojedyncza
- Sanchai Ratiwatana i Sonchat Ratiwatana - tenis, gra podwójna
- Boonsak Ponsana - badminton, gra pojedyncza
- Sudket Prapakamol i Phattapol Ngensrisuk - badminton, gra podwójna
- Drużyna badmintonowa
- Drużyna strzelczyń - karabin leżąc
- Janejira Srisongkram - strzelectwo, trap podwójny
- Chutchawal Khalaor - taekwondo, kategoria poniżej 54 kg
- Patiwat Thongsalap - taekwondo, kategoria poniżej 72 kg
- Mae-Num Chirdkiatisak - taekwondo, kategoria poniżej 47 kg

### Srebro
- Sangwan Jaksunin, Orranut Klomdee, Jutamas Tawoncharoen, Nongnuch Sanrat - lekkoatletyka, sztafeta 4 x 100 metrów
- Athimet Khamgasem - strzelectwo, trap podwójny
- Sutiya Jiewchaloemmit - strzelectwo, skeet
- Drużyna strzelczyń - trap podwójny
- Dech Sutthikunkarn - taekwondo, kategoria poniżej 58 kg
- Nacha Punthong - taekwondo, kategoria poniżej 62 kg
- Yaowapa Boorapolchai - taekwondo, kategoria poniżej 51 kg
- Chonnapas Premweaw - taekwondo, kategoria poniżej 59 kg

### Brąz
- Drużyna piłkarzy nożnych
- Nanthana Komwong - tenis stołowy, gra pojedyncza
- Poompat Sapkulchannart - badminton, gra pojedyncza
- Moltjila Meemeak - badminton, gra pojedyncza
- Nuttaphon Narkthong i Songphon Anugritayawon - badminton, gra podwójna
- Duang-anong Aroonkesorn i Kunchala Voravichitchaikul - badminton, gra podwójna
- Salakjit Ponsana i Sudket Prapakamol - badminton, gra podwójna
- Drużyna strzelców - pistolet standardowy
- Drużyna strzelczyń - karabin trzy postawy
- Drużyna strzelczyń - trap